# 14 Komenda Odcinka Nowe Warpno
14 Komenda Odcinka Nowe Warpno – samodzielny pododdział Wojsk Ochrony Pogranicza pełniący służbę ochronną na granicy polsko-niemieckiej.

## Formowanie i zmiany organizacyjne
14 Komenda Odcinka sformowana została w 1945 w strukturze organizacyjnej 3 Oddziału Ochrony Pogranicza.
Rozkaz organizacyjny nr 1 Wydziału WOP z 16 października 1945 o rozlokowaniu 3 Oddziału WOP pierwotnie zakładał rozmieszczenie 14 komendantury w Policach. Ze względu jednak na wyłączenie Polic spod zarządu administracji polskiej, komendę rozmieszczono w Nowym Warpnie. We wrześniu 1946 odcinek wszedł w skład Szczecińskiego Oddziału WOP nr 3.
W 1948, na bazie 14 Komendy Odcinka sformowano Samodzielny Batalion Ochrony Pogranicza nr 44.

## Struktura organizacyjna
- dowództwo, sztab i pododdziały przysztabowe[4]
  - strażnica nr 66 – Myślibórz Wielki
  - strażnica nr 67 – Karszno
  - strażnica nr 68 – Brzózki
  - strażnica nr 69 – Drogoradz
  - strażnica nr 70 – Warnołęka

## Komendanci odcinka
- kpt. Piotr Bogdziejewicz[5]
- kpt. Aleksander Oberhard (był 10.1946)[c].